# Djurgårdens IF Fotboll 1968
Djurgårdens IF Fotboll, spelade 1968 i Allsvenskan. Denna säsong kom man på en 4:e plats och blev bästa klubb i Stockholm (4 lag slutade på samma poäng, men Östers IF vann på bättre målskillnad).
Med ett hemmapubliksnitt på 11241 blev Claes Cronqvist och Sven Lindman lagets bäste målskytt med 8 mål.